# Берлинская государственная капелла
Берлинская государственная капелла (нем. Staatskapelle Berlin) — симфонический оркестр, базирующийся в Берлине и являющийся оркестром Берлинской государственной оперы.
Оркестр ведёт свою историю с 1570 года, когда курфюрст Бранденбурга Иоахим II Гектор учредил придворный оркестр, в 1701 преобразованный в Королевскую прусскую придворную капеллу (нем. Königlich Preußische Hofkapelle). После учреждения в 1742 Королевской оперы оркестр вошёл в её состав, а в 1759 у него появился постоянный руководитель, ставший также руководителем оперы. Среди выступавших с капеллой в XVIII веке музыкантов были Карл Филипп Эмануэль Бах, Франц Бенда и Иоганн Иоахим Кванц.
1 марта 1783 в Парижском отеле состоялся первый концерт оркестра для широкой публики, а с приглашением на пост капельмейстера Джакомо Мейербера в 1842 году они стали регулярными.
После разделения Германии в 1949 оркестр оказался на территории ГДР и получил своё текущее имя в связи с упразднением Пруссии. С 1992 им руководит Даниель Баренбойм, в 2000 избранный пожизненным главным дирижёром.

## Главные дирижёры оркестра
- 1759—1774: Иоганн Фридрих Агрикола
- 1775—1794: Иоганн Фридрих Райхардт (главный капельмейстер)
- 1816—1820: Бернхард Ансельм Вебер
- 1820—1841: Гаспаре Спонтини
- 1842—1846: Джакомо Мейербер
- 1848—1849: Отто Николаи
- 1871—1887: Роберт Радеке (главный капельмейстер)
- 1888—1899: Йозеф Зухер
- 1899—1913: Рихард Штраус
- 1913—1920: Лео Блех (главный капельмейстер)
- 1923—1934: Эрих Клайбер
- 1935—1936: Клеменс Краус
- 1941—1945: Герберт фон Караян
- 1948—1951: Йозеф Кайльберт
- 1954—1955: Эрих Клайбер
- 1955—1962: Франц Конвичный
- 1964—1990: Отмар Суитнер
- с 1992 года: Даниель Баренбойм